# Sacy-le-Grand
Sacy-le-Grand é uma comuna francesa na região administrativa de Altos da França, no departamento de Oise. Estende-se por uma área de 17,7 km², com 1 316 habitantes, segundo os censos de 1999, com uma densidade de 74 hab/km².